# Apamea dahlbomi
Apamea dahlbomi là một loài bướm đêm trong họ Noctuidae.